# داستان سیب‌زمینی شگفت‌انگیز
داستان سیب‌زمینی شگفت‌انگیز (دانمارکی: Eventyret om den vidunderlige kartoffel) یک فیلم پویانمایی محصول ۱۹۸۵ به کارگردانی اندرس سورنسن است. این فیلم به بیان تاریخچهٔ مصرف سیب‌زمینی توسط انسان در طول دوران مختلف، به‌ویژه تاریخچهٔ آن در اروپا می‌پردازد.